# 衡阳站
衡阳站位于中国湖南省衡阳市珠晖区，于1935年10月10日启用，为广州铁路集团衡阳车务段管辖的客运特等站。经过铁路有京广铁路、湘桂铁路、衡柳铁路、吉衡铁路和怀衡铁路。衡阳站旧站房现属湖南省文物保护单位。

## 历史

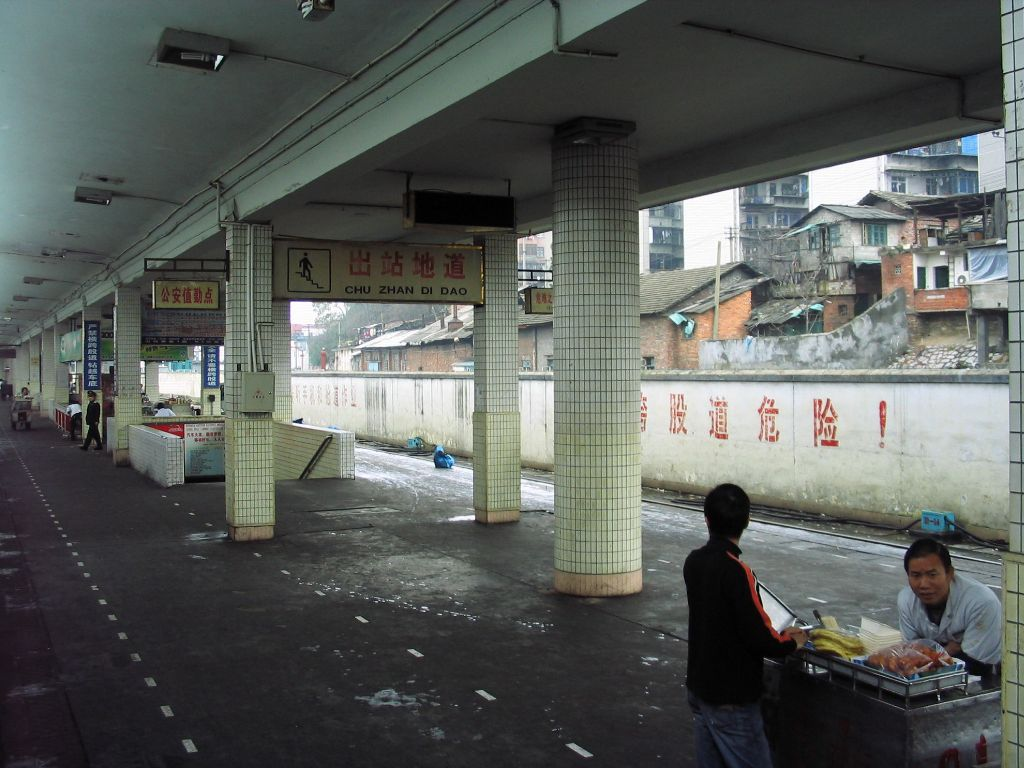
车站站台（2007年）

衡阳站作为粤汉铁路株韶段工程的一部分于1933年开工，站址位于当时石家老屋村的古樟树旁。1935年10月10日，车站工程竣工，并于1936年9月1日正式投入使用。
车站在建成之初设有一座面积2700平方米、楼高3层的站房；并设有南北两场：南场铺14股道，有旅客站台；北场有6股短线，供修车、存车用，并有机务段管线、粤汉码头装卸线等。湘桂铁路建成后，衡阳站成为通往两广、云贵和海外的必经之站。
1950年，衡阳站被铁道部列为全路主要编组站，同年车站进行进行扩建。1964年，车站於武衡双线改造期間再次进行扩建。
衡阳站与1990年至1995年进行全面进行技术改造工程，新建候车大楼，站坪亦向南扩宽。1994年4月15日，衡阳站首开衡阳—广州的83/84、85/86次特快车次（現已停運），全程521公里，运行时间8小时24分，结束无特快列车始发的历史。
衡阳站于1995年5月30日由一等站升格为特等站。2005年5月19日，车站建制与衡阳北站、衡阳西站合并管理。2010年10月21日，原衡阳直属站、原永州车务段、原郴州车务段合并为衡阳车务段。
2017年9月1日开始，衡阳站启动了综合改造工程，对既有车站客运设备设施进行改造、增建扶手電梯及升降機，同時加高車站月台。全部工程于2018年6月29日全部完工。

## 車站設施

### 站房
衡阳站目前使用站房于1995年投入使用，面积7800平方米。站房共有2层，设有3个候车厅，面积2680平方米，售票处设有8台自助取票机。
此外，1935年投入使用的衡阳站老站房目前仍然作为辅助站房使用，内设有小件物品寄存处、军人母婴候车室、车站派出所及车站办公处。老站房长50米，两侧高15米，位于中部的阁楼较两侧楼顶又高2米，设有防空警报设备。

### 站场
衡阳站设有南、北两场。北场又称下行场，为地区车场，设有4条到发线、13条调车线及存车线，设有简易驼峰，有湘桂铁路衡北联络线通过，主要负责小运转列车解编，货场、专用线、车辆段客货列车车底的取送作业，同时有部分湘桂铁路货车通过。衡阳南场又称客场、下行场，10条到发线（含正线4条）、4座旅客站台，办理旅客列车中转、整备、客运业务和部分客货运列车的通过；南场西北侧设有零担和整车货场，南咽喉东侧则为客车车底存车场和客车整备所。
衡阳站货场集整车，零担，集装箱发送、到达为一体的综合性货场，主要到发品类别有粮食、化肥、瓷泥、农副产品。车站设有通往株洲机务段衡阳车间、株洲车辆段衡阳检修车间、衡阳工务段、广州工务大修段、中铁二十五局集团第二工程有限公司、中钢衡阳重机、衡阳轧钢厂以及达德置业的专用线。
| 西↑  | 站房 |                                                               |  |
|      | 侧式 |                                                               |  |
| 1道  | 1    | 到发线                                                        |  |
| Ⅱ道  |      | （白沙洲站、衡阳西站）衡柳铁路上行、湘桂铁路 正线（衡阳北场） |  |
| 3道  | 2    | 到发线                                                        |  |
|      | 岛式 |                                                               |  |
| 4道  | 3    | 到发线                                                        |  |
| Ⅴ道  |      | （白沙洲站）衡柳铁路 下行正线（衡阳北场）                     |  |
| Ⅵ道  |      | （周家坳站）京广铁路 上行正线（衡阳北到达场）                 |  |
| Ⅶ道  | 4    | （周家坳站）京广铁路 下行正线（茶山坳站）                     |  |
|      | 岛式 |                                                               |  |
| 8道  | 5    | 到发线                                                        |  |
| 9道  | 6    | 到发线                                                        |  |
|      | 岛式 |                                                               |  |
| 10道 | 7    | 到发线                                                        |  |
| 东↓  |      | 衡阳客整所                                                    |  |

## 使用情况

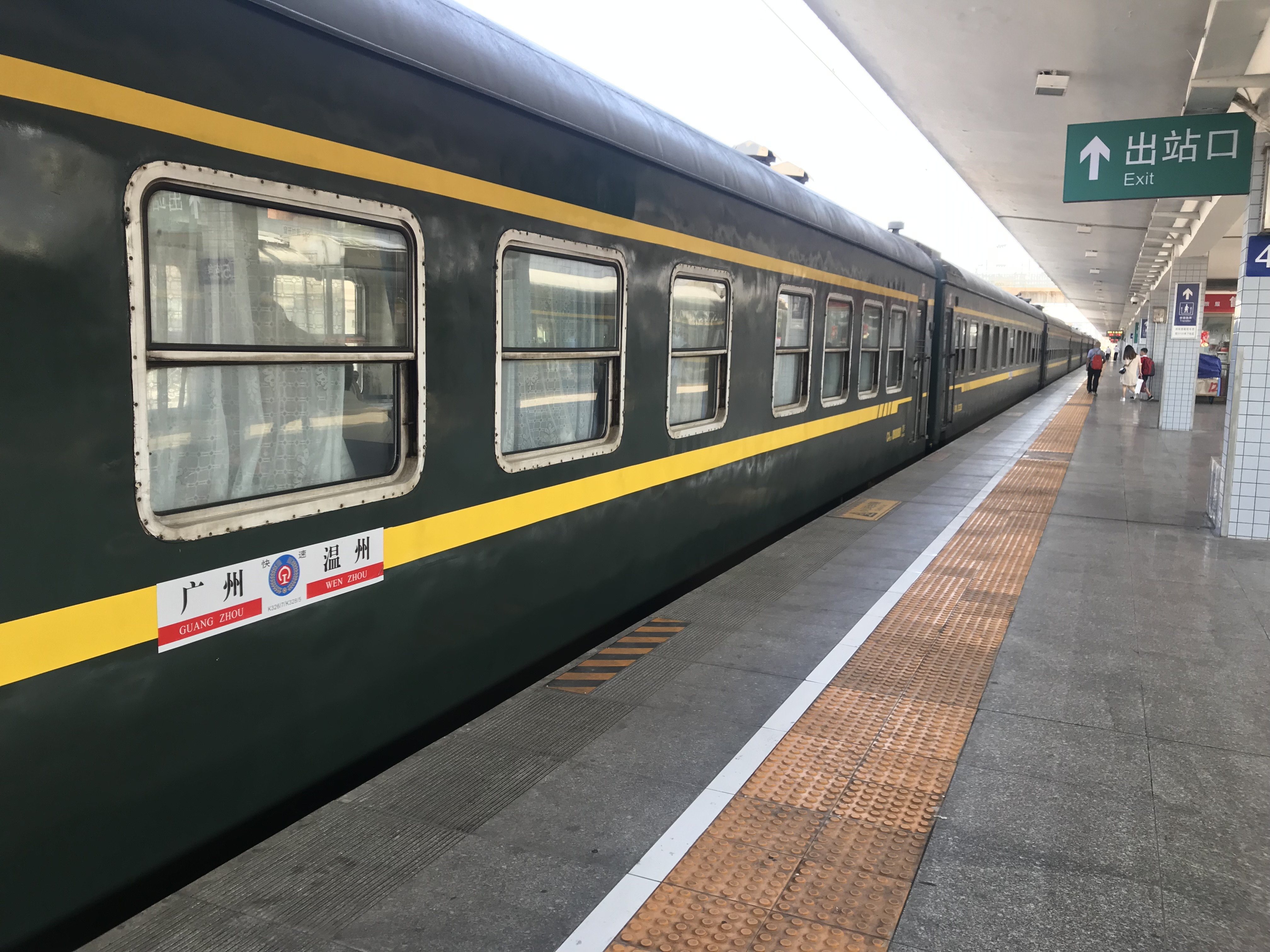
K325次列车停靠本站

衡阳站主要停靠主要为广州站到发、以及经由衡柳铁路和吉衡铁路的各类旅客列车，春运期间日最高发送旅客4.2万人次。车站配备四台调机，分别负担北场和南场客货运列车车底的取送任务。

### 旅客列车目的地
目前在衡陽站停靠普速列车终到站分布如下：
| 列车所属路局   | 目的地 |
| -------------- | --- |
| 南昌局集團     | 南昌、广州东 |
| 濟南局集團     | 廣州、濟南、青島北、煙臺、南寧 |
| 上海铁路局     | 徐州、南寧、溫州（金温公司隔日担当）、廣州（金温公司隔日担当） |
| 成都局集團     | 成都西、重庆北、廣州、深圳東 |
| 瀋陽局集團     | 廣州、大連、南寧、長春、海口 |
| 哈爾濱局集團   | 廣州東、哈爾濱西 |
| 呼和浩特局集團 | 廣州、包頭、南寧（集通公司擔當）、包頭（集通公司擔當） |
| 太原局集團     | 深圳東、太原 |
| 广州局集团     | 广州、南京、深圳、深圳東、洛陽、长沙、益陽、張家界、松桃、怀化、永州、上海南、海口、温州（和金温公司交替担当）、西安、武昌、惠州、重慶北、達州、東莞東、廣元、成都東、井岡山、達州 |
| 武汉局集團     | 襄陽、深圳東、東莞東、周口、廣州 |
| 昆明局集團     | 昆明、上海南 |
| 烏魯木齊局集團 | 烏魯木齊、廣州 |
| 蘭州局集團     | 蘭州、廣州、銀川 |
| 青藏集團       | 廣州 |
| 南宁局集團     | 南宁、湛江、上海南、上海、南京、北京西、鄭州（淡季停開） |
| 郑州局集團     | 鄭州、廣州、洛陽、新鄉、海口 |
| 西安局集團     | 寶雞、廣州、漢中、東莞東 |

## 事件
- 1994年2月15日中午，大量在衡阳站乘坐发往广州的春运棚车临客的民工在进站天桥上车时，在一民工弯腰捡起掉在地上的包时发生踩踏事件，造成44人死亡、43人受伤[17]。
- 2014年5月2日和3日，衡阳站站前广场接连两天发生持刀砍人事件，未造成人员伤亡。公安部门经调查后发现5月3日事件的嫌疑人有精神病史，且两起事件并无关联[18]。